# Friends Will Be Friends
Friends Will Be Friends är en låt av Queen, skriven av basisten John Deacon och sångaren Freddie Mercury. Låten finns med på albumet "A Kind of Magic" och "Greatest Hits II". Låten släpptes även som singel.
Queen spelade låten live under "Magic Tour" '86. När de spelade låten på Wembley Stadium spelades den mellan låtarna "We will rock you" och "We are the champions".

## Listplaceringar
| Lista (1986)  | Topplacering |
| ------------- | ------------ |
| Nederländerna | 16           |
| Nya Zeeland   | 50           |
| Schweiz       | 19           |

### Fotnoter
1. ↑  ”Listplacering”. http://dutchcharts.nl/showitem.asp?interpret=Queen&titel=Friends+Will+Be+Friends&cat=s. Läst 28 maj 2011.
2. ↑  ”Listplacering”. Arkiverad från originalet den 12 november 2012. https://web.archive.org/web/20121112195619/http://charts.org.nz/showitem.asp?interpret=Queen&titel=Friends+Will+Be+Friends&cat=s. Läst 28 maj 2011.
3. ↑  ”Listplacering”. http://hitparade.ch/showitem.asp?interpret=Queen&titel=Friends+Will+Be+Friends&cat=s. Läst 28 maj 2011.